# Солтвилл (Виргиния)
Солтвилл (англ. Saltville) — город в округах Смит  и Вашингтон  в штате Виргиния США. По данным переписи 2020 года, численность населения составляла 1824 человека.

## Население
| 2010 | 2020  |
| ---- | ----- |
| 2077 | ↘1824 |